# Omoadiphas
Omoadiphas – rodzaj węży z podrodziny Dipsadinae w rodzinie połozowatych (Colubridae).

## Zasięg występowania
Rodzaj obejmuje gatunki występujące endemicznie w Hondurasie. 

## Systematyka

### Podział systematyczny
Do rodzaju należą następujące gatunki:
- Omoadiphas aurula G. Köhler, Wilson(inne języki) & McCranie(inne języki), 2001
- Omoadiphas cannula McCranie & Cruz Díaz, 2010
- Omoadiphas texiguatensis McCranie & Castañeda, 2004